# Pieter Beelaerts van Blokland

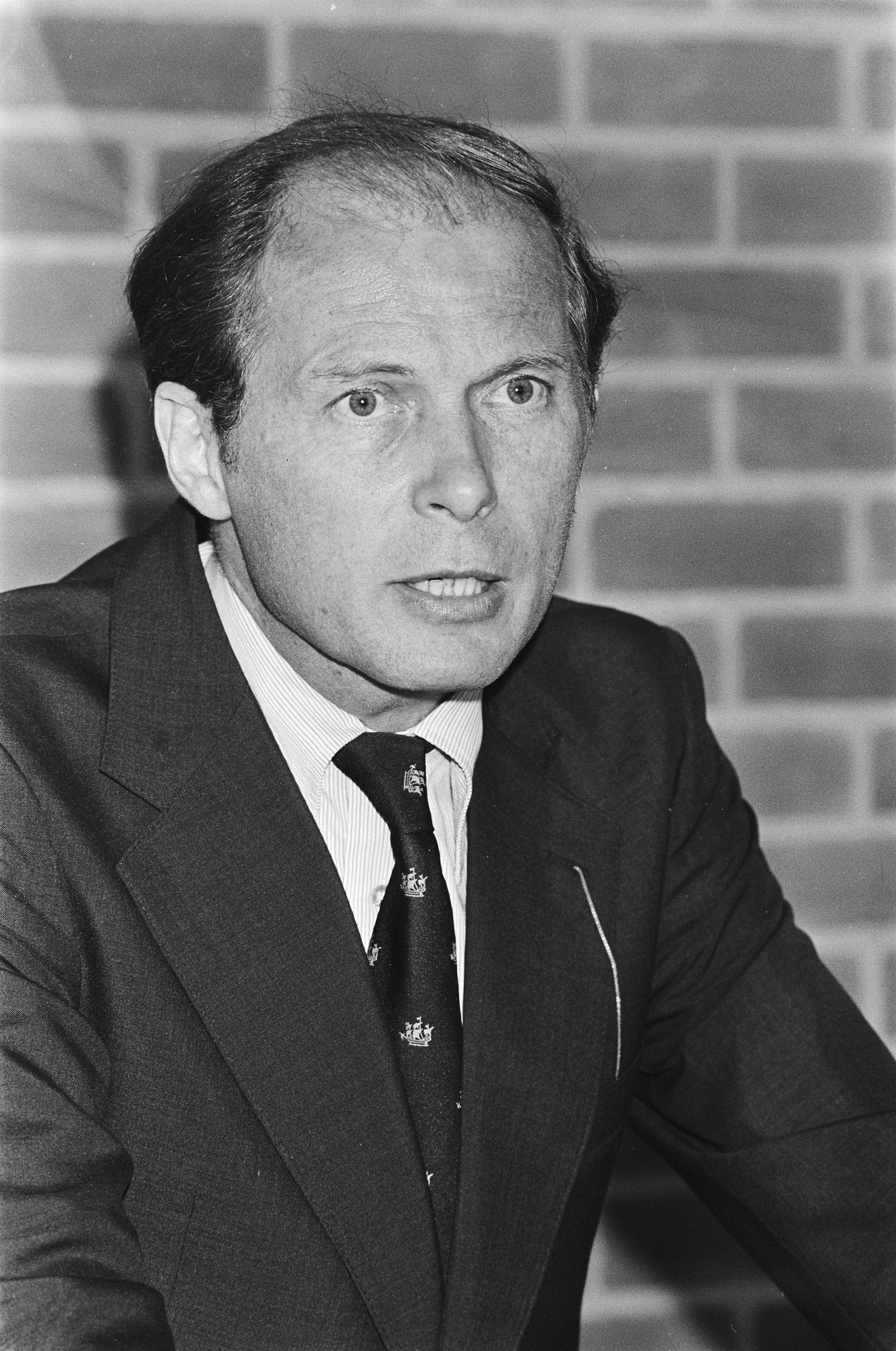
Pieter Beelaerts van Blokland (1981)

Pieter Adriaan Cornelis Beelaerts van Blokland (* 8. Dezember 1932 in Heerjansdam, Provinz Zuid-Holland; † 22. September 2021) war ein niederländischer Politiker der Christelijk-Historische Unie (CHU) sowie später des Christen-Democratisch Appèl (CDA), der Bürgermeister mehrerer Städte, zwischen 1977 und 1981 Minister für Wohnungswesen und Raumordnung im Kabinett Van Agt I sowie 1981 kurzzeitig Mitglied der Zweiten Kammer der Generalstaaten. Zuletzt war er zwischen 1985 und 1998 Kommissar der Königin in der Provinz Utrecht.

## Leben
Pieter Adriaan Cornelis Beelaerts van Blokland stammt aus dem Adelsgeschlecht Beelaerts van Blokland und war ein Cousin zweiten Grades des ehemaligen Außenministers Frans Beelaerts van Blokland. Sein Vater Vincent Pieter Adriaan Beelaerts van Blokland war unter anderem zwischen 1919 und 1946 Bürgermeister von  Heerjansdam sowie von 1941 bis 1954 Bürgermeister von Barendrecht. Er selbst erwarb nach einem Studium einen Doktortitel und war von 1963 bis 1967 Bürgermeister von Wolphaartsdijk sowie zugleich zwischen 1966 und 1967 Mitglied des Parlaments (Provinciale Staten) der Provinz Zeeland. Im Anschluss bekleidete er von 1967 bis 1971 das Amt als Bürgermeister von Vianen und gehörte zwischen 1970 und 1971 auch den Provinciale Staten der Provinz Zuid-Holland als Mitglied an. Danach fungierte er von 1971 bis 1977 als Bürgermeister von Amstelveen.

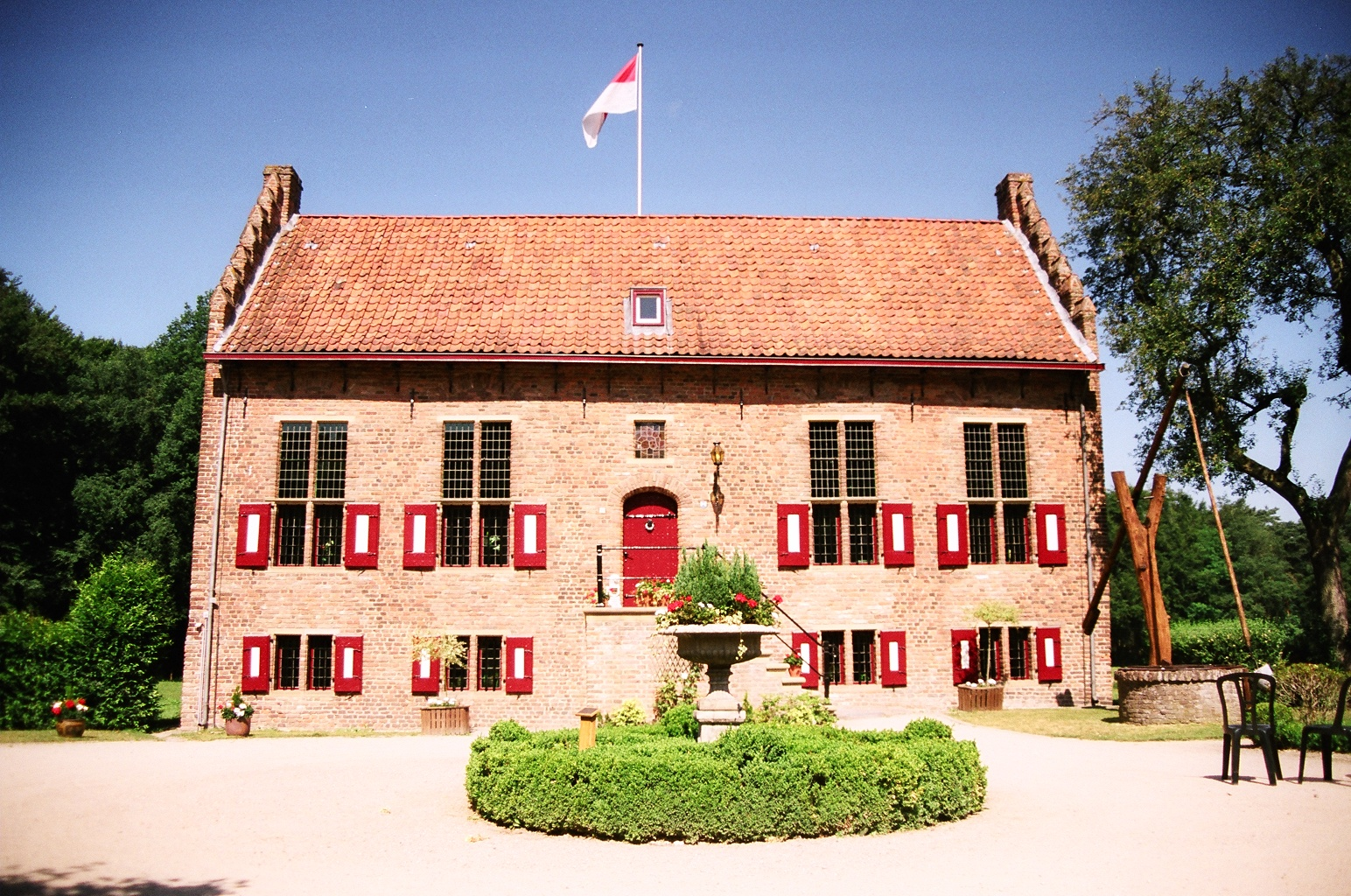
Seit 2014 war Beelaerts van Blokland Vorsitzender der Stichting Beelaerts van Blokland Hagen, einer Stiftung zur Verwaltung von Kasteel De Kelder in Doetinchem.

Am 19. Dezember 1977 wurde Beelaerts van Blokland, der Mitglied der Christelijk-Historische Unie (CHU) war, als Minister für Wohnungswesen und Raumordnung (Minister van Volkshuisvesting en Ruimtelijke Ordenin) in das Kabinett Van Agt I berufen, dem er bis zu seiner Ablösung durch Dany Tuijnman am 1. September 1981 angehörte. Während seiner Amtszeit als Minister wurde das Stadtentwicklungsprogramm (Verstedelijkingsnota) diskutiert, das zur Entwicklung von Wachstumszentren wie Alphen aan den Rijn, Lelystad und Hoorn führte. Aufgrund seiner Baupolitik erhielt er jedoch viel Kritik von politischen Gegnern wie Marcel van Dam und Hans Kombrink. Am 19. Juni 1981 wurde er Mitglied der Zweiten Kammer der Generalstaaten (Tweede Kamer der Staten-Generaal) und vertrat in dieser bis zum 9. September 1981 die Interessen des Christen-Democratisch Appèl (CDA), dem er seit dem 11. Oktober 1980 angehörte.
Nach seinem Ausscheiden aus der Regierung war Pieter Beelaerts van Blokland von 1981 bis 1985 zunächst Bürgermeister von Apeldoorn. Am 16. Oktober 1985 löste er Pieter van Dijke als Kommissar der Königin (Commissaris van de Koningin) in der Provinz Utrecht ab und verblieb in diesem Amt bis zum 1. Januar 1998, woraufhin Boele Staal seine dortige Nachfolge antrat.
1997 gründete er den nach ihm benannten Bloklandfonds, der sich für die Verbindung von Natur, Kultur und Geschichte einsetzt. Darüber hinaus fungierte er zwischen dem 1. Januar 1999 und dem 1. Oktober 2000 noch als kommissarischer Bürgermeister von Hengelo. Ab dem 28. September 2014 war er ferner Vorsitzender der Stichting Beelaerts van Blokland Hagen, eine Stiftung zur Verwaltung von Kasteel De Kelder in Doetinchem.